# Rathaus Wildeshausen

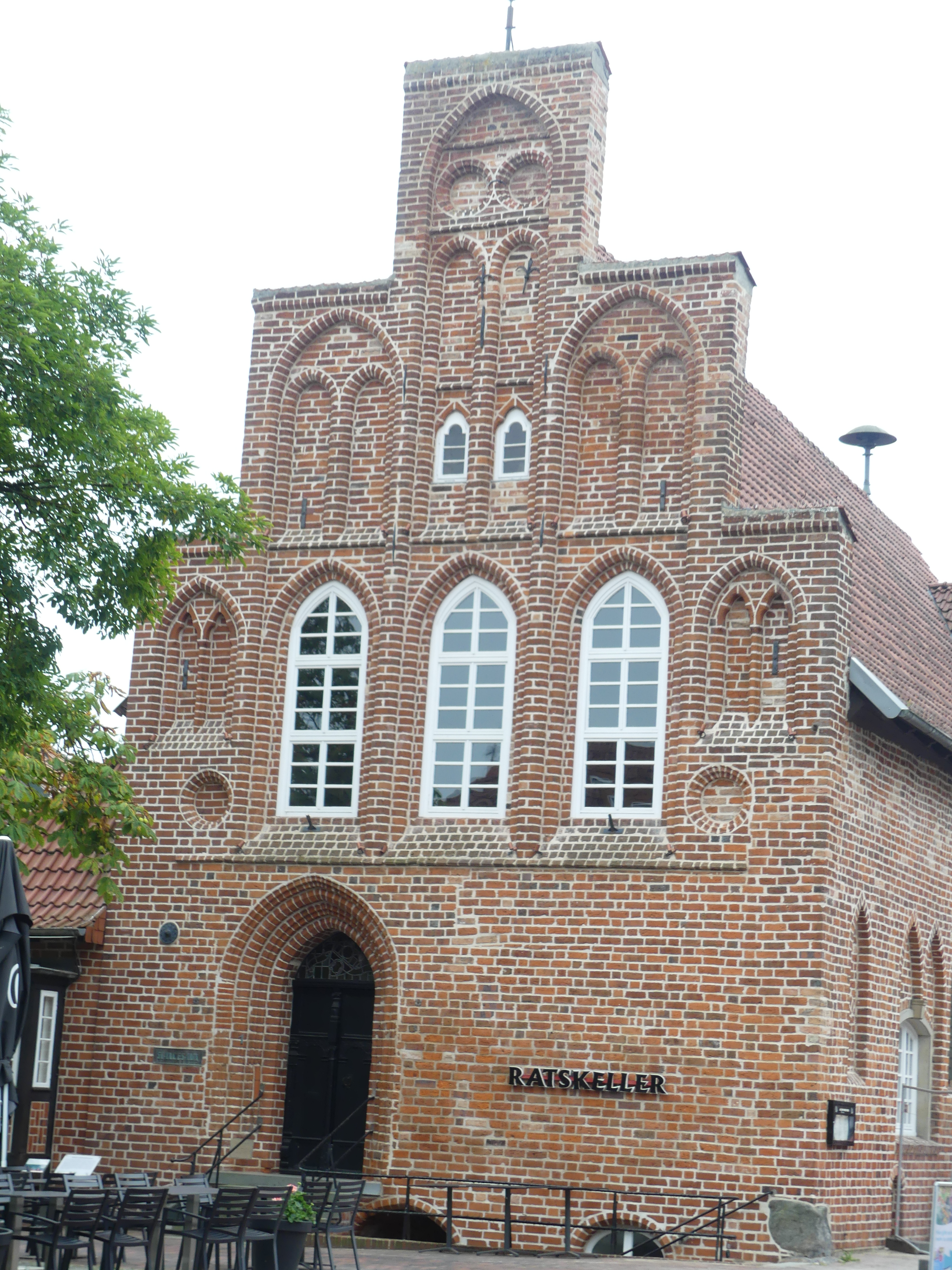
Nordgiebel – Stufengiebel mit Blendenschmuck

Das Rathaus Wildeshausen (Altes Rathaus) in Wildeshausen, Am Markt 1 (Südwestseite) und Westerstraße, stammt im Kern aus dem 14. Jahrhundert und wurde durch An- und Umbauten verändert. Heute (2023) wird es für Dienststellen (u. a. Bürgeramt, Ratsversammlungen) der Stadt genutzt. Im benachbarten Stadthaus befindet sich die Stadtverwaltung.
Das Gebäude steht unter Denkmalschutz.

## Geschichte
Wildeshausen war im Mittelalter bedeutender als Oldenburg und erhielt 1270 das Bremer Stadtrecht, kam nach Zugehörigkeit zum Bistum Bremen dann im Spätmittelalter zum Bistum Münster, 1678 zu Braunschweig-Lüneburg und 1803 zum Herzogtum Oldenburg.

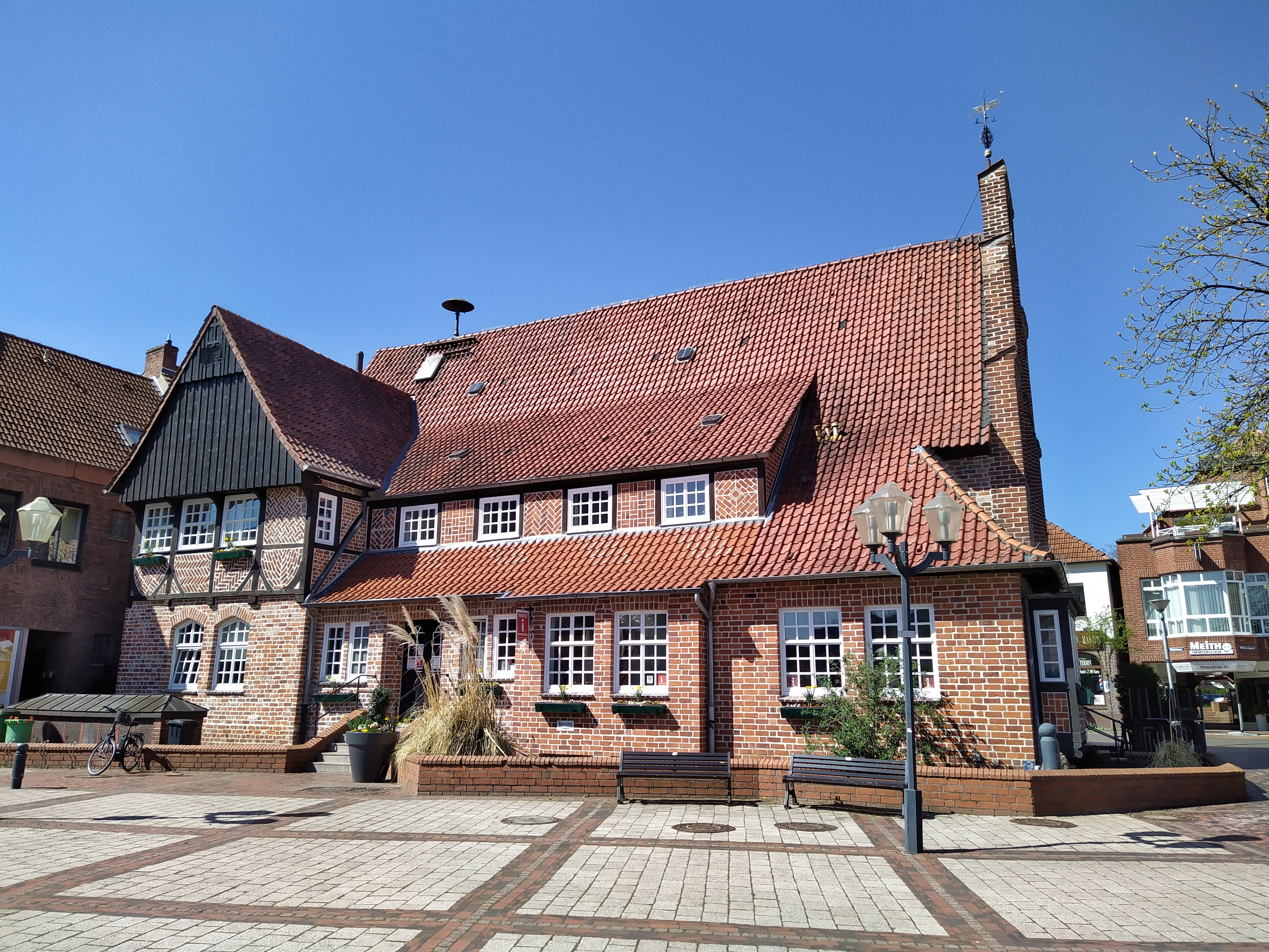
Unscheinbare Ostseite

Das ein- und zweigeschossige gotische Backsteingebäude in direkter Blickachse zur Alexanderkirche und Nord-Süd-Ausrichtung sowie mit Satteldach stammt im Kern noch aus dem 14. Jahrhundert. Nordseitig die Schaufront mit dem dreiteiligen Treppengiebel mit gekuppelten Spitzbogenblenden, im Erdgeschoss spitzbogiges Gewändeportal mit barockem Türblatt, im Obergeschoss drei Spitzbogenfenster; mittig über der Tür eine farbige Glasmalerei mit dem Stadtwappen, eingerahmt von dem Gerechtigkeit fordernden Spruch „Jedem sin Deel“.

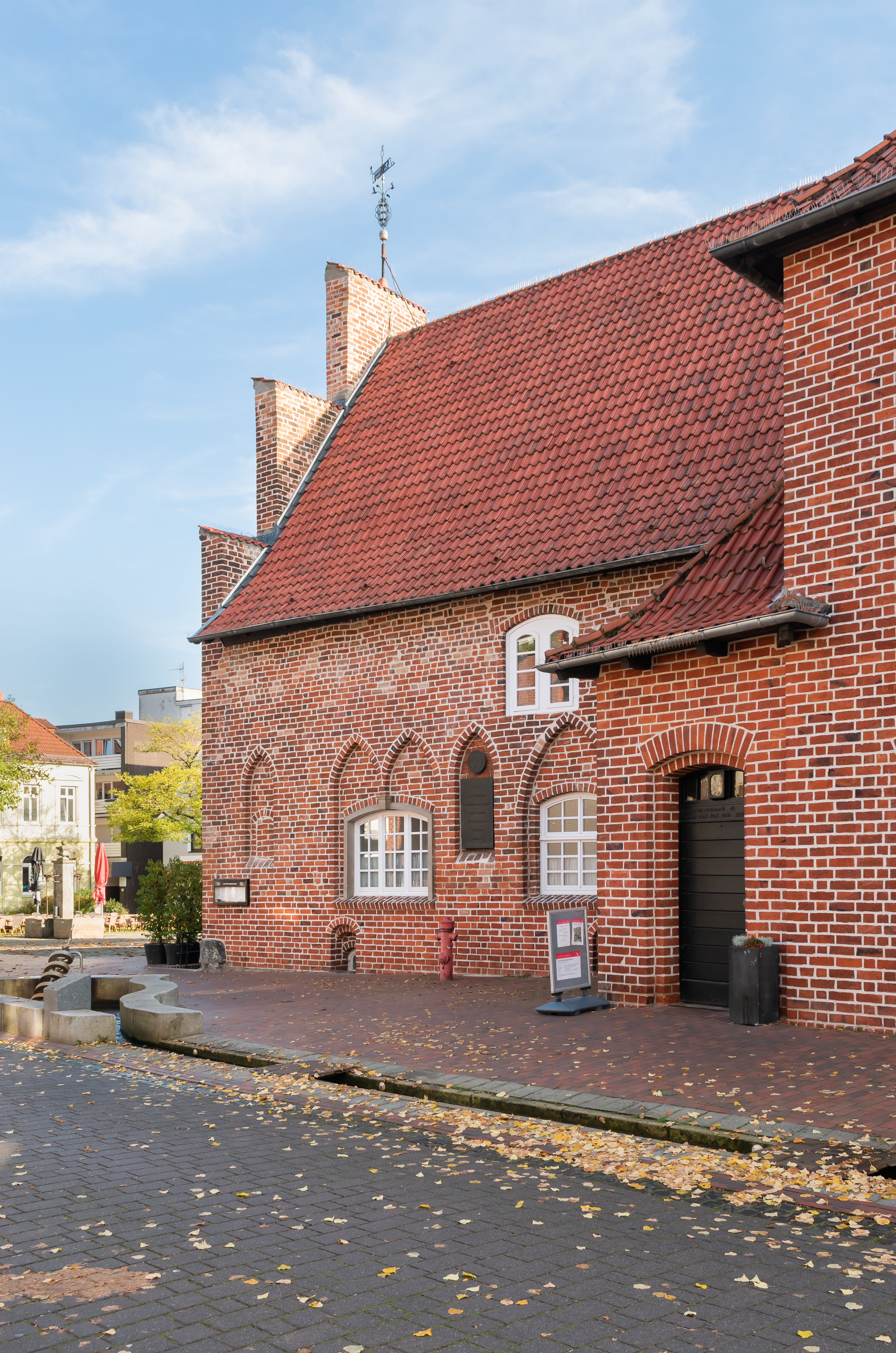
Westseite mit veränderten Fenstern

Westseitig zum Teil veränderte Spitzbogenblenden. Rechts ein jüngerer zweigeschossiger Anbau als Wache in Backstein mit Walmdach. Östlich rechts ein jüngerer eingeschossiger Backstein-Anbau mit Schleppdach und Schleppgaube (Spritzenhaus). Links ein zweigeschossiger Anbau mit Erdgeschoss in Backstein, Obergeschoss in Fachwerk und verbrettertem Giebel mit Satteldach (Ratsstube). Nord- und Westwand stammen vom Anfang des 15. Jh., das Türblatt vom 17. Jh.
Innen wurde in den 1930er Jahren umgebaut; die Anbauten jünger, die Ratsstube im Kern 16. Jh., das Spritzenhaus wohl 18. Jh., beide zwischen 1934 und 1936 weitgehend neugebaut, die Wache wohl Ende 19. Jh., nach 1936 neugebaut. Der obere Saal dient heute als Veranstaltungsraum.
Die Landesdenkmalpflege befand: „... geschichtliche Bedeutung ...  als beispielhaftes Rathaus der Backsteingotik, eine künstlerische Bedeutung insbesondere aufgrund seines Schaugiebels ... mit Seltenheitswert als eines der wenigen gotischen Rathäuser Nordwestdeutschlands...“.